# 16 Dywizjon Artylerii Motorowej
16 Dywizjon Artylerii Motorowej (16 dal mot.) – zmotoryzowany pododdział artylerii lekkiej Wojska Polskiego II RP.
Dywizjon nie występował w pokojowej organizacji wojska. Został sformowany w 1939 przez 1 pułk artylerii motorowej ze Stryja.

## 16 dam w kampanii wrześniowej

### Formowanie i mobilizacja
Od lata 1937 roku w 1 pułku artylerii motorowej przygotowywano do współdziałania z 10 Brygadą Kawalerii I dywizjon artylerii lekkiej w składzie 3 baterii. I/1 pam uczestniczył w ćwiczeniach taktycznych i manewrach 10 BK w 1937 i 1938 w tym na Wołyniu, a następnie w zajęciu Zaolzia jesienią 1938 roku. W 1939 roku od lipca I/1 pam został przekazany w podporządkowanie dowódcy 10 BK płk S. Maczka, powołano żołnierzy rezerwy dla wzmocnienia stanu osobowego. Dywizjon uczestniczył w ćwiczeniach 10 BK na południe od Przemyśla w Bieszczadach. W dniu 9 sierpnia 1939 roku dywizjon postawiono w stan gotowości bojowej, przemundurowano, wydano amunicję, wyposażenie itd.. Faktycznie zgodnie z planem mobilizacyjnym przeprowadzono mobilizacje alarmową w grupie "czarnej".  Na bazie I dywizjonu 1 pułku artylerii motorowej rozwinięto  do stanów wojennych 16 dywizjon artylerii lekkiej motorowej dla 10 Brygady Kawalerii Plan mobilizacyjny przewidywał dywizjon trzybateryjny. Praktycznie jednak sformowane zostały tylko dwie baterie, które istniały już w czasie pokoju: 1 bateria haubic 100 mm i 2 bateria armat 75 mm. 15 sierpnia dywizjon pomaszerował wraz z 10 BK w rejon Krakowa stacjonował w Kryspinowie, Liszkach i Woli Justowskiej, wszedł wraz z brygadą w skład Armii "Kraków".

### Działania bojowe
1 września 1939 roku zmieniono nazwę dotychczasową I/1 pam na 16 dywizjon artylerii motorowej. W godzinach południowych dywizjon wraz z 10 BK wykonał marsz przez Kraków, Myślenice, Pcim w rejon Jordanowa. Wieczorem osiągnął rejon Naprawy, zajmując tam stanowiska ogniowe, i punkty obserwacyjne na Górze Ludwiki i wzgórzach Wysoka. O świcie 2 września osiągnął pełną gotowość ogniową. O godz. 4.00 2 bateria ostrzelała grupę czołgów niemieckich na skraju Spytkowic, uszkadzając 4 z nich. Ok. godz.5.00 16 dam wspierał obronę 24 pułku ułanów i 1 pułk piechoty KOP (1 pułku górskich strzelców), przed natarciem niemieckiej 2 Dywizji Pancernej. Stanowiska ogniowe i punkty obserwacyjne były ostrzeliwane przez artylerię niemiecką. Armaty i haubice dywizjonu prowadziły bezustanny ostrzał jednostek wroga, z przerwami spowodowanymi potrzebą chłodzenia luf dział lub przerwaną łącznością z obserwatorami. W trakcie trzeciego niemieckiego natarcia skoncentrowany ostrzał niemieckiej artylerii, zdemolował wysunięte punkty obserwacyjne baterii i dywizjonu. W trakcie wycofywania się z nich, doszło do bezpośredniej walki z czołgami niemieckimi. Poległ jeden oficer i 2 szeregowych, a ciężko ranny został dowódca 16 dam mjr Żmudziński, który dostał się do niewoli i w niej zmarł. Ranny został dowódca 1 baterii haubic kpt. Janasiewicz, a 9 żołnierzy łączności dywizjonu dostało się do niewoli. Natarcie niemieckie dotarło do stanowisk ogniowych dywizjonu, zostało zatrzymane i odparte strzelającymi na wprost armatami i haubicami. 16 dam wycofał się na nowe stanowiska ogniowe, niszcząc lub uszkadzając kilka czołgów osłonowego działonu armat. Z nowych stanowisk ogniowych, w wąwozie drogi Naprawa-Lubień, wieczorem dywizjon ostrzelał niemieckie czołgi w rejonie Wysokiej. W nocy nastąpiły zmiany na stanowiskach dowódczych dywizjonu.                      
3 września od godz.10.00 dywizjon wspierał obronę 10 pułku strzelców konnych na kierunku Naprawa-Lubień. Nocą 3/4 września rozdzielono dywizjon. Od godz.8.00 bateria 2/16 dam pozostała wraz z 10 psk, który osłaniał kierunek na Myślenice. Pozostała część 16 dam wykonała marsz do rejonu Mszana, Dobczyce. Przed południem natarcie oddziałów 10 BK przy wsparciu baterii 1/16 dam wyrzuciło oddziały niemieckiej 4 Dywizji Lekkiej z rejonu Mszany, a następnie ostrzeliwało oddziały 4.DLek. podczas wykonywanych kontrataków. 5 września 1 bateria w poprzednio zajętym rejonie prowadziła dalsze działania, wieczorem wycofała się przez Łopianów, na Wiśnicz Nowy. Tego dnia 2 bateria wraz z 10 psk była oskrzydlona od strony Pcimia, wspierała kontratak 10 psk i pododdziałów 1 pp KOP na Pcim, lecz z uwagi na przewagę niemieckich 2 DPanc i 3 Dywizji Górskiej, wraz ze strzelcami konnymi wycofała się najpierw na Dobczyce, a potem w kierunku Wiśnicza. 6 września obie baterie odparły atak niemieckiej broni pancernej na lasy na północny wschód od Wiśnicza. Na rozkaz płk. Maczka, 16 dam wycofał się na Krzeczów, przed Brzeskiem ogniem "na wprost" 1 bateria rozproszyła niemiecki podjazd pancerno-motorowy, otwierając drogę dywizjonowi. Następnie dywizjon pojechał przez Radłów w kierunku Żabna, gdzie przez most przejechał Dunajec. Wieczorem 7 września dywizjon poprzez Dąbrowę Tarnowską dotarł do Radmyśla, gdzie skoncentrował się i dołączyły zagubione elementy dywizjonu.                      
Z uwagi na podporządkowanie 10 BK dowódcy Armii "Małopolska" gen. dyw. Kazimierzowi Fabrycemu, dywizjon w składzie brygady pojechał szosą przez Mielec, Kolbuszową, Głogów Małopolski do Rzeszowa. W rejonie Rzeszowa 8 września brygada zajęła stanowiska obronne, przydzielono do wsparcia broniącego Rzeszowa 24 puł. 2 baterię armat, do 10 psk broniącego kierunku północno-zachodniego 1 baterię haubic. Od godz.15 obie baterie ostrzeliwały nacierające na pozycje 10 BK oddziały niemieckiej 4 DLek. odpierając dwukrotne natarcia niemieckiej kawalerii zmotoryzowanej wspartej wozami pancernymi. Nocą 8/9 września w Rzeszowie pozostał 24 puł. wraz z 2/16 dam, a pozostała część brygady wycofała się do Łańcuta, gdzie przed miastem zajęła stanowiska ogniowe 1/16 dam. Do południa 9 września wsparcie baterii 16 dam pozwoliło na skuteczne opóźnianie przez 24 puł. oddziałów niemieckiej 4 DLek. Ok. godz.16.00 dywizjon zajął stanowiska na wschód od Łańcuta, dowódca dywizjonu kpt. Pawłowski umieścił swój punkt obserwacyjny na I linii obrony kierując ogniem całego dywizjonu. Pozycje brygady zostały zaatakowane przez niemieckie oddziały 2 DPanc. i część 4 DLek., ogień dywizjonu rozproszył samochody pancerne i zniszczył niemiecki samochód sztabowy. Następnie pozycje brygady i 16 dam atakowało lotnictwo niemieckie, po odparciu następnego natarcia niemieckiego, baterie wsparły kontratak dywizjonu rozpoznawczego i 101 kompanii czołgów rozpoznawczych na Albigową. W trakcie walk od ognia artylerii niemieckiej, 16 dam poniósł ciężkie straty osobowe w poległych i rannych, utracono pojazdy, kuchnię polową. 10 września 16 dam wycofał się przez Przeworsk, w kierunku Jarosławia. Ze wschodniego brzegu Sanu baterie dywizjonu wspierały obrońców Jarosławia. W nocy 10/11 września wykonano marsz w kierunku Lipnica-Bachory-Wólka Zapałowska, po uzupełnieniu paliwa przez Oleszyce, Lubaczów, Niemirów dywizjon dotarł do Jaworowa.                       
11 września przydzielono baterię 2 do 10 psk, a baterię 1 do 24 p uł. Zajęto stanowiska ogniowe na zachód od Jaworowa, ognia nie prowadzono. 12 września rano armaty 2 baterii odpierały natarcie niemieckiej 4 DLek., a następnie cały dywizjon wspierał w obronie 24 puł. Z uwagi na wejście w podporządkowanie 10 BK gen. broni K. Sosnkowskiemu, dowódcy Frontu Południowego, brygada pomaszerowała na północ od Lwowa poprzez Szkło, Janów do Żółkwi, gdzie dotarto rano 13 września. Po odpoczynku, 14 września  rozpoznawano nowe stanowisko blisko Kulikowa, gdzie się 16 dam przemieścił. 15 września dywizjon wspierał nieudane natarcie brygady i grupy "Żółkiew" na Zboiska. Ponowione 16 września natarcie na stanowiska niemieckiej 1 Dywizji Górskiej usytuowane na wzg. 324 również nie dały rezultatu, brak kabla telefonicznego znacznie utrudnił skuteczne wsparcie artyleryjskie natarcia. Odebrano niemiecki zrzut spadochronowy zaopatrzenia. Ponowione jeszcze raz 17 września natarcie na wzgórza pod Zboiskami i wzg. 324 dzięki koncentrycznemu wsparciu dywizjonu powiodło się. Po wypełnieniu zadania 10 BK wraz z 16 dam na rozkaz Naczelnego Wodza z rejonu Jaryczewa Gliniany, Kurowice, Rohatyń odjechała do Halicza, który osiągnięto o świcie 18 września. Dalszym marszem dojechano do Stanisławowa, gdzie na rozkaz szefa sztabu NW gen. bryg. W. Stachniewicza podjęto marsz w kierunku granicy węgierskiej. Po uzupełnieniu paliwa w Stanisławowie, przejechał dywizjon do Delatynia, a po odpoczynku i uporządkowaniu pomaszerowano w kierunku granicy węgierskiej. Podczas marszu w kierunku Przełęczy Tatarskiej, jeden z ciągników na skutek zbyt szybkiej jazdy, spadł w przepaść, gdzie zginął  jeden kanonier i utracono działo wraz z ciągnikiem. Po południu 19 września przekroczono granicę i 16 dam został rozbrojony w Rahu i internowany w Bereksas, tam połączono się z częścią OZN 1pam.                      

## Obsada personalna we wrześniu 1939 roku
- Dowódca dywizjonu – mjr Kazimierz Żmudziński[7] (do 2 IX 1939), kpt. Wincenty Pawłowski[8]
- Adiutant – ppor. Alfred Zawadzki (od 2 IX dowódca 1 baterii), ppor. Jerzy Piotr Żarski[8]
- Oficer techniczny – por. Eugeniusz Olszewski
- Płatnik – ppor. rez. Wacław Sierakowski
- Lekarz – ppor. rez. lek. dr Abraham Kupfer
- Dowódca plutonu zwiadowczego – ppor. Jerzy Piotr Żarski, ppor. rez. inż. Eugeniusz Siedlecki[8]
  - Oficer obserwacyjny – ppor. rez. inż. Eugeniusz Siedlecki
  - Oficer łącznikowy – ppor. rez. Józef Piotr Greiner
- Dowódca plutonu łączności – ppor. Henryk Stanisław Józefowicz, ppor. rez. Józef Piotr Greiner[8]
- Dowódca 1 baterii – kpt. Jerzy Janasiewicz (do 2 IX 1939), ppor. Alfred Zawadzki[8]
  - Oficer techniczny baterii – ppor. rez. Jerzy Wendeker
  - Oficer zwiadowczy baterii – ppor. rez. Andrzej Kowerski
  - Oficer ogniowy baterii – ppor. rez. Marian Garczyński
  - Dowódca 1 plutonu ogniowego – ppor. rez. Zygmunt Haupt
  - Dowódca 2 plutonu ogniowego – ppor. rez. Tadeusz Smyczyński
- Dowódca 2 baterii – kpt. Wincenty Pawłowski (do 2 IX 1939), ppor. Henryk Stanisław Józefowicz[8]
  - Oficer techniczny baterii – ppor. rez. Tadeusz Olańczyk
  - Oficer zwiadowczy baterii – ppor. rez. Kazimierz Hawrysz
  - Oficer ogniowy baterii – ppor. rez. Marian Kupniak
  - Dowódca 1 plutonu ogniowego – ppor. Stanisław Taras
  - Dowódca 2 plutonu ogniowego – ppor. rez. Stanisław Gawlikowski
- dowódca kolumny amunicyjnej - ppor. Aleksy Downia-Berger